# Harald Mors

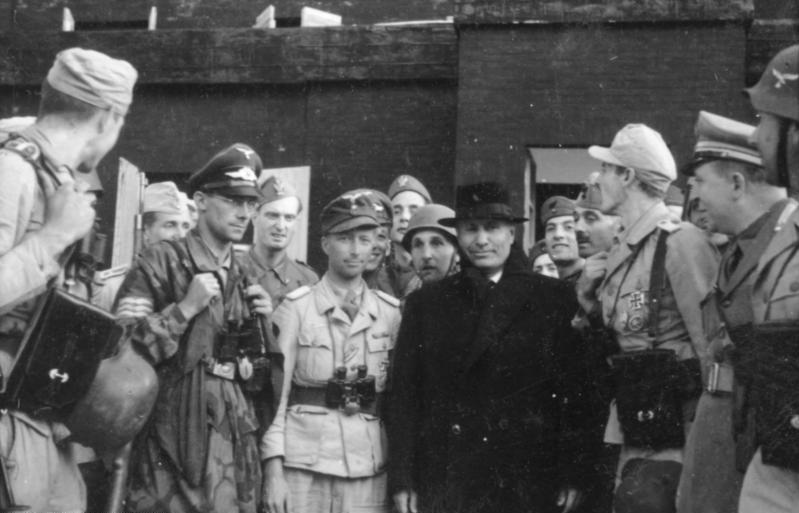
Harald-Otto Mors, à direita de Mussolini. Campo Imperatore, 12 de setembro de 1943

Harald-Otto Mors (18 de novembro de 1910 - 11 de fevereiro de 2001) foi um comandante de batalhão alemão nazi nos Fallschirmjäger que planeou e liderou a invasão do Gran Sasso para resgatar Benito Mussolini após a sua prisão em setembro de 1943. Ele recebeu a Cruz Alemã em Ouro em 26 de setembro de 1943.
Mors desempenhou um papel fundamental no planeamento do ataque e participou como comandante da força secundária que protegeu a estação do teleférico inferior no sopé da montanha Gran Sasso enquanto o ataque aéreo estava em andamento no topo da montanha, onde Mussolini estava detido.